# Antoni Julià de Capmany
Antoni Julià de Capmany (Barcelona, 1911 –1964) fou dirigent esportiu.
Va ser president de la Federació Catalana de Futbol entre el mes d'octubre de 1961 i el 24 de juliol de 1964, quan va morir per un accident vascular cerebral als cinquanta-tres anys mentre exercia el seu càrrec. Va ser vicepresident del FC Barcelona i va encapçalar la junta gestora que es va fer càrrec del club entre l'1 de març de 1961, quan va dimitir Francesc Miró-Sans, i el 7 de juny del mateix any, quan Enric Llaudet va guanyar les eleccions. En l'àmbit polític, de jove va formar part de la Lliga Regionalista de Francesc Cambó, però després de la Guerra Civil va ser cap provincial del Movimiento a Barcelona i regidor de Cultura de l'Ajuntament de Barcelona en dues etapes, la segona d'elles com a tinent d'alcalde. I a nivell cultural, va ser propietari de l'editorial Montaner y Simón i fundador de La Gaceta Ilustrada.